# Simón III de Montfort
Simón III, llamado el Calvo (1117 - 1181), fue conde de Évreux desde 1140 hasta 1181 y señor de Montfort-l'Amaury desde 1137 hasta 1181. Fue el hijo de Amaury III, señor de Montfort y conde de Évreux, e Inés de Garland.

## Biografía
Fue vasallo del rey de Francia en el territorio de Montfort, y del rey de Inglaterra en el territorio de Évreux. Los Monfort estaban en un juego de rivalidad entre los dos reyes. Amaury III había tratado de resolver el problema dejando Évreux a su hijo mayor
Amaury V y Montfort a su hijo más joven Simón, pero a la muerte de Amaury después de tres años se juntaron nuevamente los dos dominios.
Simón III eligió al rey inglés con la entrega de las fortalezas de Montfort, Rochefort y Épernon. Por lo tanto, Luis VII, rey de Francia, «no podía entrar y salir libremente de París a Orleans o Etampes por los normandos establecidos por el rey Enrique en los castillos de los condes de Evreux».
A partir de entonces, Simón III se reconcilió con Luis VII de Francia, que le dio la custodia del castillo de Saint-Léger-en-Yvelines.

## Matrimonio y descendencia
Con su esposa Matilde tuvo a:
- Amaury V (fallecido en 1182), conde de Évreux.
- Simón (fallecido en 1188), señor de Montfort.
- Bertrada, se casó con Hugo de Kevelioc, conde de Chester.